# نبرد دورلیوم (۱۱۴۷)
دومین نبرد دورلیوم در اکتبر سال ۱۱۴۷ میلادی و در پی جنگ دوم صلیبی و در نزدیکی محلی به نام دورلیوم روی داد. این نبرد در طول چندین سری درگیری در چندین روز، بین صلیبیون آلمانی به رهبری کنراد سوم و نیروهای سلجوقیان روم به فرماندهی سلطان مسعود یکم به وقوع پیوست. در این نبرد نیروهای کنراد سوم شکست خوردند.